# Кайзер, Георгий Александрович
Гео́ргий Алекса́ндрович Ка́йзер (1860 — 17 апреля 1931) — русский и советский архитектор, известен строительством культовых сооружений.

## Биография
В 1883 году окончил Московское училище живописи, ваяния и зодчества со званием классного художника архитектуры. С 1895 года состоял почетным старшиной Московского дворцового приюта, вёл строительство и реконструкцию приютских зданий. Состоял также архитектором Московского сельскохозяйственного института. Вёл частную архитектурную практику. Жил на Спиридоньевской улице, 16.
Был похоронен на Введенском кладбище.

## Проекты
- Перестройка дома П. А. Румянцева-Задунайского (1886, Москва, Улица Маросейка, 17);
- Перестройка главного дома Городской усадьбы Грачёвых (1886, Москва, Поварская улица, 7), объект культурного наследия регионального значения[3];
- Особняк (1881—1893), Знаменка, 5
- Особняк (1893, Москва, Улица Бахрушина, 23);
- Трапезная Церкви Трифона в Напрудном (1893, Москва, Трифоновская улица, 38), не сохранилась;
- Особняк (1894, Москва, Большой Дровяной переулок, 4);
- Перестройка главного дома городской усадьбы Аксёновых (1894, Москва, 5-й Монетчиковский переулок, 11)[3];
- Храм Святителя Митрофана Воронежского (1895, Москва, 2-я Хуторская улица, 40, стр. 1)[4];
- Перестройка Церкви Покрова Пресвятой Богородицы в Покровском-Стрешневе (1896, Волоколамское шоссе, 52, к. 1)[5];
- Дом М. С. Грачёва в усадьбе «Грачёвка», по проекту архитектора Л. Н. Кекушева (1897—1900, Москва, Зеленоградская улица, 13)[6];
- Доходный дом (1899, Москва, Гранатный переулок, 2, левое строение);
- Дом причта и старосты Церкви Святого Николая, что в Гнездниках (1900, Москва, Малый Гнездниковский переулок, 8), ценный градоформирующий объект[3];
- Храм Святителя Николая на Трёх Горах (1900—1902, Москва, Нововаганьковский переулок, 9), выявленный объект культурного наследия[3];
- Торговый дом с колокольней Николо-Греческого монастыря (1901, Москва, Никольская улица, 13), объект культурного наследия регионального значения[3];
- Доходный дом (1902, Москва, Мясницкий проезд, 5);
- Дом причта Храма Святого Николая в Хлынове (1902, Москва, Хлыновский тупик, 3а);
- Пристройка аудитории к Химическому корпусу Московского сельскохозяйственному институту (1903, Москва, Тимирязевская улица, 50).